# Grand Prix international Mitsubishi MR Cortez
Le Grand Prix international Mitsubishi MR Cortez (en portugais Gran Premio Internacional Mitsubishi MR Cortez) est une course cycliste par étapes sur route masculine disputée de 1998 à 2004 au Portugal,.

## Palmarès
| Année | Vainqueur               | Deuxième        | Troisième              |
| ----- | ----------------------- | --------------- | ---------------------- |
| 1998  | Ángel Edo               | Santiago Botero | Paulo Jorge Ferreira   |
| 1999  | Serguei Smetanine       | Youri Sourkov   | Delmino Pereira        |
| 2000  | Bruno Castanheira       | Youri Sourkov   | José Enrique Gutiérrez |
| 2001  | Juan Antonio Flecha     | Ángel Edo       | René Andrle            |
| 2002  | Dariusz Baranowski      | Rui Sousa       | Gonçalo Amorim         |
| 2003  | Francisco Pérez Sánchez | Ángel Edo       | Joan Horrach           |
| 2004  | Ángel Edo               | Pedro Lopes     | Pedro Cardoso          |